# Akikiki
Akikiki (Oreomystis bairdi) är en akut utrotningshotad fågel i familjen finkar. Den förekommer enbart på en enda ö i Hawaiiöarna.

## Utseende och läten
Akikiki är en 13 cm lång fågel med konformad och något nedåtböjd näbb. Ovansidan är gråbrun, undersidan vit och ben och näbb skära. Ungfågeln har en tydlig vit ring runt ögat. Liknande hona kauai-nukupuu är grönare ovan med inslag av gult i ansiktet. Sången består av en kort, fallande drill medan ungfåglarna följer föräldrarna med korta "chit-chit, chi-chi-chit, chit".

## Utbredning och systematik
Fågeln förekommer enbart i ohia-skogar på ön Kauai i Hawaiiöarna. Den placeras som ensam art i släktet Oreomystis. 

### Familjetillhörighet
Arten tillhör en grupp med fåglar som kallas hawaiifinkar. Länge behandlades de som en egen familj. Genetiska studier visar dock att de trots ibland mycket avvikande utseende är en del av familjen finkar, närmast släkt med rosenfinkarna. Arternas ibland avvikande morfologi är en anpassning till olika ekologiska nischer i Hawaiiöarna, där andra småfåglar i stort sett saknas helt.

## Status och hot
Internationella naturvårdsunionen IUCN kategoriserar arten som akut hotad. Världspopulationen består av endast mellan 150 och 610 vuxna individer. Den minskar dessutom i antal och är begränsad till ett enda bergsområde. Fågeln hotas av effekter från orkaner samt sjukdomar och predation från invasiva arter.

## Namn
Fågelns svenska och vetenskapliga artnamn hedrar den amerikanske ornitologen Spencer Fullerton Baird (1823-1887).